# Yiinthi anzsesorum
Yiinthi anzsesorum är en spindelart som beskrevs av Davies 1994. Yiinthi anzsesorum ingår i släktet Yiinthi och familjen jättekrabbspindlar.
Artens utbredningsområde är Queensland. Inga underarter finns listade i Catalogue of Life.